# Lijst van dialecten van de wereld - Z
Deze lijst van dialecten is zeker niet compleet en de aanduiding 'dialect' zal voor diverse van de genoemde variëteiten zeker omstreden zijn. De lijst bevat in principe alleen variëteiten die nauwelijks standaardisatie hebben ondergaan. Ze zijn geordend onder een kop die ofwel redelijk adequaat de genoemde subvariëteiten omvat, ofwel de naam is van de standaardtaal die door de dialectsprekers als lingua franca wordt gehanteerd.
Zie voor achtergronden over de schakeringen van de taal-dialectrelatie de lemma's variëteit (taalkunde), taal, dialect, streektaal, standaardtaal, dialectcontinuüm, taalfamilie.

## Zari
Boto - Zakshi - Zari

## Zayse-Zergulla
Zayse - Zergulla

## Zeeuws
Arnemuids - Flakkees - Goerees - Westkapels

## Zuid-Altai
Eigenlijk Altai - Talangit

## Zuid-Azerbeidzjaans
Afshari - Aynallu - Baharlu - Bayat - Karapapakh - Moqaddam - Nafar - Pishagchi - Qajar - Qaragozlu - Shahsavani - Tabriz

## Zuid-Giziga
Mi Mijivin - Muturami - Rum

## Zuid-Gondi
Aheri - Bhamragarh - Etapally Gondi - Nirmal - Rajura - Sironcha - Utnoor

## Zuid-Kalinga
Bangad - Mallango - Sumadel

## Zuid-Marghi
Hildi - Wamdiu

## Zuid-Marquesaans
Fatu Hiva - Hiva Oa - Tahuta

## Zuid-Mnong
Bunong - Prang

## Zuid-Nicobarees
Condul - Groot-Nicobar - Klein-Nicobar - Milo

## Zuidoost-Ambrym
Endu - Penapo - Taveak - Toak

## Zuidoost-Kolami
Asifabad - Metla-Kinwat - Naiki - Utnur

## Zuid-Pesisir
Kalianda - Kota Agung - Talang Padang - Telukbetung - Way Lima

## Zuid-Roglai
Rai

## Zuid-Sama
Obiaans - Sibutu' - Simunul - Tandubas

## Zuid-Watut
Dangal - Maralango

## Zuidwest-Caribisch Creools Engels
Jamaicaans Creools Engels

## Zuidwest-Tanna
Nowai - Nvhal

## Zulgwa
Minew - Zelgwa
A · B · C · D · E · F · G · H · I · J · K · L · M · N · O · P · Q · R · S · T · U · V · W · Y · Z